# Monieux
Ne pas confondre avec Monteux dans le même département de Vaucluse.
Monieux est une commune française située dans le département de Vaucluse, en région Provence-Alpes-Côte d'Azur.
Ses habitants sont les Moniliens et les Moniliennes.
Il se distingue de la commune de Bonnieux, plus au sud dans le même département, dans le massif du Luberon.

## Géographie

### Localisation
La commune de Monieux est située sur les plateaux des monts de Vaucluse, proche de la commune de Sault.
Elle abrite sur son territoire une partie des sites classés « Réserve de biosphère » du mont Ventoux.
| - OpenStreetMap Limite communale. |

| Flassan          | Sault   | Sault |
| Villes-sur-Auzon | Morieux | Sault |
| Méthamis         | Lioux   | Sault |

### Transports
La route départementale 942 permet de parcourir par les hauteurs avec plusieurs arrêts point de vue dont un belvédère (734 m) d'impressionnantes gorges dont fait partie le rocher de cire Lou Roucas dou Cire, chanté par le félibre Mistral. C'est un passage très emprunté par les cyclistes et touristes qui l'apprécient pour sa grande beauté et sa nature préservée. Le bourg est à six kilomètres de Sault en continuant par la route départementale 942, 30 kilomètres d'Apt et 40 kilomètres de Carpentras.
Le chemin de grande randonnée 9 passe par les gorges.
Les routes départementales 1 et 943 passent sur la commune.

### Relief
Plateau de Sault, en bordure des monts de Vaucluse et Gorges de la Nesque (dont certaines falaises mesurent plus de 200 mètres de hauteur).

### Géologie
Les monts de Vaucluse sont formés de calcaires de l'ère secondaire, souvent perméables. L'eau s'enfonce dans la roche, créant des réseaux souterrains (système karstique), ressortant aux points bas comme la Fontaine-de-Vaucluse, ou encore au niveau de la source de la Nesque.

### Sismicité
Les cantons de Bonnieux, Apt, Cadenet, Cavaillon et Pertuis sont classés en zone Ib (risque faible). Tous les autres cantons du département de Vaucluse, dont celui de Sault, auquel appartient la commune, sont classés en zone Ia (risque très faible). Ce zonage correspond à une sismicité ne se traduisant qu'exceptionnellement par la destruction de bâtiments.

### Hydrographie

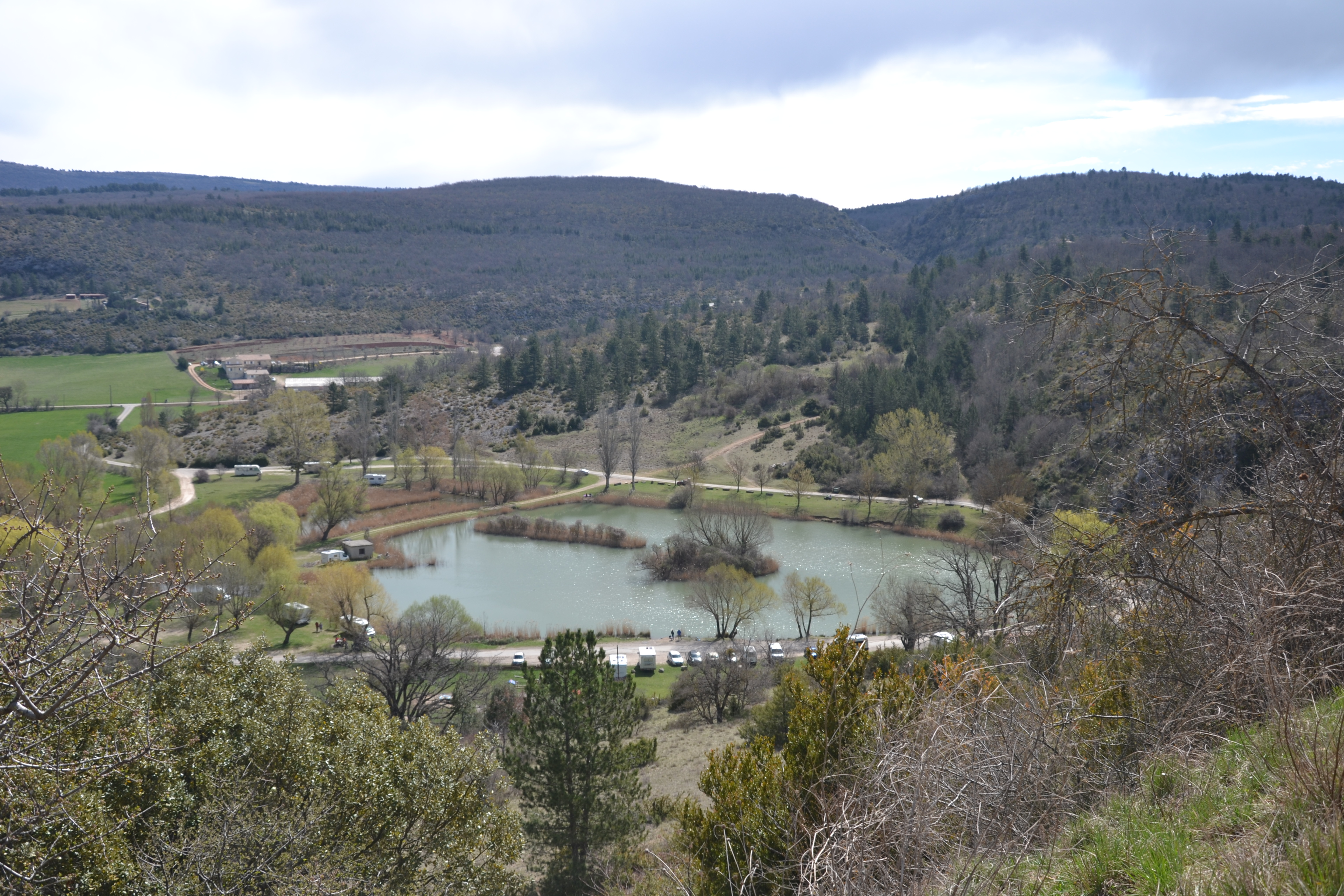
Vue générale du plan d'eau de Monieux.

La Nesque passe sur la commune, alimentant au passage deux plans d'eau dont un plan d'eau d'environ 2,5 hectares, puis creuse des gorges : les Gorges de la Nesque, qu'elle parcourt sur environ 25 kilomètres pour finir au pied du bourg de la commune de Méthamis.

### Climat
Pour des articles plus généraux, voir Climat de Provence-Alpes-Côte d'Azur et Climat de Vaucluse.
En 2010, le climat de la commune est de type climat méditerranéen altéré, selon une étude du Centre national de la recherche scientifique s'appuyant sur une série de données couvrant la période 1971-2000. En 2020, Météo-France publie une typologie des climats de la France métropolitaine dans laquelle la commune est dans une zone de transition entre le climat de montagne et le climat méditerranéen et est dans la région climatique  Provence, Languedoc-Roussillon, caractérisée par une pluviométrie faible en été, un très bon ensoleillement (2 600 h/an), un été chaud (21,5 °C), un air très sec en été, sec en toutes saisons, des vents forts (fréquence de 40 à 50 % de vents > 5 m/s) et peu de brouillards. 
Pour la période 1971-2000, la température annuelle moyenne est de 11,1 °C, avec une amplitude thermique annuelle de 16,3 °C. Le cumul annuel moyen de précipitations est de 984 mm, avec 6,6 jours de précipitations en janvier et 4,3 jours en juillet. Pour la période 1991-2020, la température moyenne annuelle observée sur la station météorologique de Météo-France la plus proche, « Saint-Christol », sur la commune de Saint-Christol à 11 km à vol d'oiseau, est de 10,0 °C et le cumul annuel moyen de précipitations est de 1 015,3 mm. 
La température maximale relevée sur cette station est de 39,3 °C, atteinte le 28 juin 2019 ; la température minimale est de −20,1 °C, atteinte le 19 février 1983,,. 
Les paramètres climatiques de la commune ont été estimés pour le milieu du siècle (2041-2070) selon différents scénarios d'émission de gaz à effet de serre à partir des nouvelles projections climatiques de référence DRIAS-2020. Ils sont consultables sur un site dédié publié par Météo-France en novembre 2022.

## Urbanisme

### Typologie
Au 1er janvier 2024, Monieux est catégorisée commune rurale à habitat très dispersé, selon la nouvelle grille communale de densité à sept niveaux définie par l'Insee en 2022.
Elle est située hors unité urbaine et hors attraction des villes,.

### Occupation des sols
L'occupation des sols de la commune, telle qu'elle ressort de la base de données européenne d’occupation biophysique des sols Corine Land Cover (CLC), est marquée par l'importance des forêts et milieux semi-naturels (86 % en 2018), en diminution par rapport à 1990 (89 %). La répartition détaillée en 2018 est la suivante : 
forêts (69,3 %), milieux à végétation arbustive et/ou herbacée (14,9 %), zones agricoles hétérogènes (6,1 %), prairies (3,4 %), terres arables (3,1 %), espaces ouverts, sans ou avec peu de végétation (1,7 %), cultures permanentes (1,4 %). L'évolution de l’occupation des sols de la commune et de ses infrastructures peut être observée sur les différentes représentations cartographiques du territoire : la carte de Cassini (XVIIIe siècle), la carte d'état-major (1820-1866) et les cartes ou photos aériennes de l'IGN pour la période actuelle (1950 à aujourd'hui).

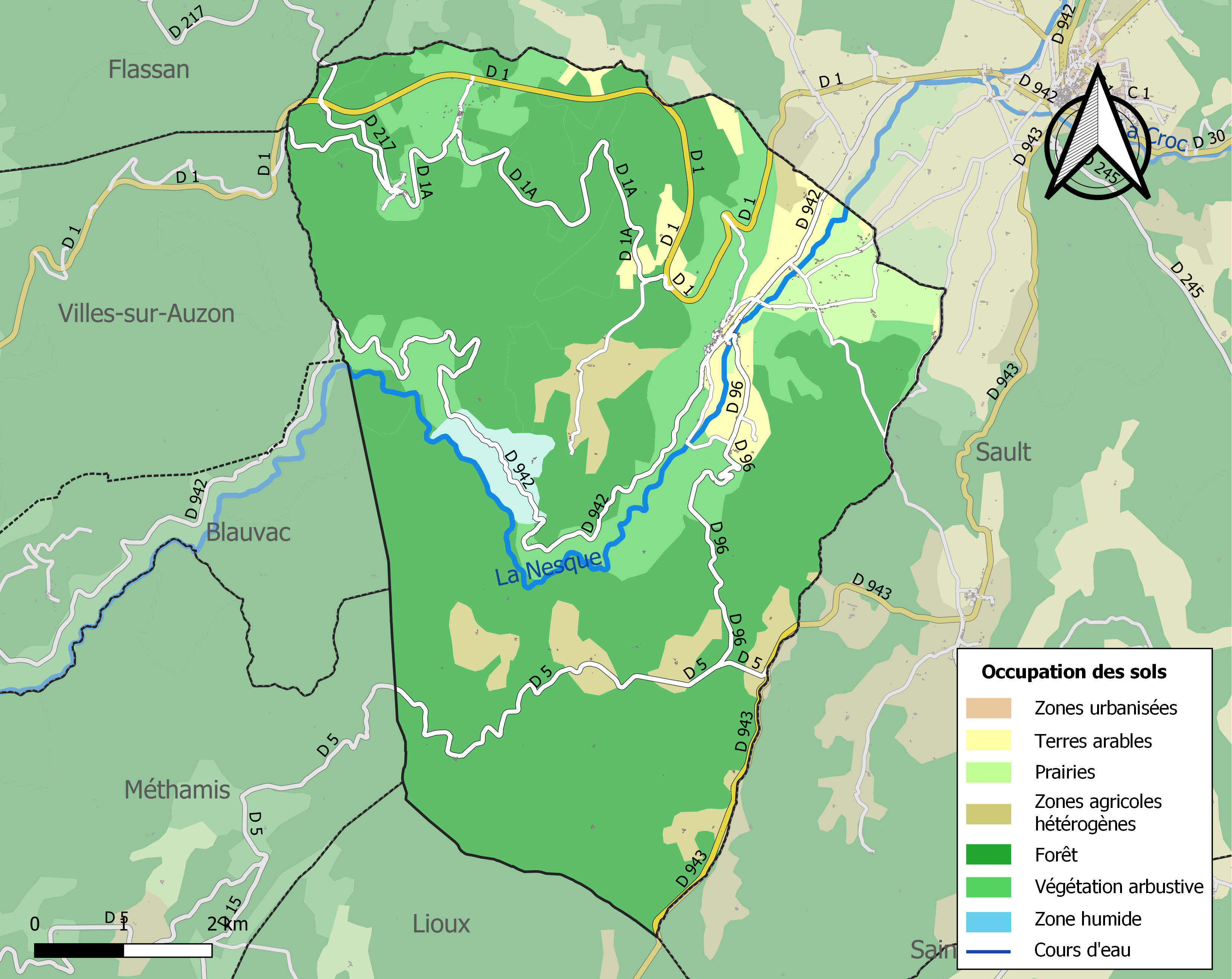
Carte des infrastructures et de l'occupation des sols de la commune en 2018 (CLC).

## Histoire

### Préhistoire et antiquité
Les gorges de la Nesque ont abrité nombre de populations préhistoriques. L'abri sous roche du Baou de l'Aubesier fut occupé par une tribu moustérienne, durant le paléolithique, soit environ 200 000 ans avant notre ère. L'abri du Castellaras fut occupé par une population néolithique. Il fut ensuite un des sites importants de la civilisation laténienne avec la Peysonnière. La colonisation romaine a laissé de nombreux fragments de poteries et un autel dédié à Mars Nabelcus.

### Moyen Âge et Renaissance
Au début du Moyen Âge, création du village de Monilis dépendant du comté de Sault qui deviendra Monjeu au XVIIIe siècle et Monieux au XIXe siècle. Le village fut frappé d'une épidémie de peste en 1630-1631. Ce fut pour éviter le retour d'un tel fléau que fut édifiée une chapelle dédiée à saint Roch en 1632. Démolie, sans que nulle archive en garde trace, elle fut reconstruite deux siècles plus tard lors d'une épidémie de choléra.

### Période moderne
Le 12 août 1793 fut créé le département de Vaucluse, constitué des districts d'Avignon et de Carpentras, mais aussi de ceux d'Apt et d'Orange, qui appartenaient aux Bouches-du-Rhône, ainsi que du canton de Sault, qui appartenait aux Basses-Alpes.

### Période contemporaine
Au cours du mois d'août 1944, une importante colonne de la Wehrmacht qui avait emprunté la route des Alpes (RN 100) remontait d'Avignon vers Digne. Informée de la présence de barrages installés par les résistants à l'entrée d'Apt, elle préféra bifurquer en direction de Sault par la RN 143. Dès que ce changement de direction fut connu, l'alerte fut donnée par les Aptésiens à leurs compagnons de Saint-Jean-de-Sault, qui tenaient une permanence devant la cabine téléphonique du hameau.
Cette section du maquis Ventoux était composée d'officiers et sous-officiers de l'Armée de l'air. Largement prévenue à temps, elle tendit une embuscade, après Monieux, dans des gorges de la Nesque. Le tir nourri, déclenché dès que la colonne fut engagée, la cloua sur place et fit 110 morts. Les résistants se replièrent alors tandis que le reste de la colonne reprit la route, en évitant Sault après quelques tirs d'obus. Les rescapés, la nuit tombée, dressèrent leur campement dans un bois sur le plateau d'Albion et poursuivirent leur route le lendemain. Totalement désemparés, les Allemands laissèrent derrière eux blessés et éclopés qui furent faits prisonniers le 25 août et incarcérés à Sorgues.
Le 5 juillet 1944, huit combattants de la Résistance de Cavaillon furent arrêtés par les nazis. Atrocement torturés, ils furent conduits près de la chapelle Notre-Dame-de-la-Consolation, implantée au bord de la D 1 qui file plein ouest de Sault à Carpentras, au niveau du col des Abeilles pour y être fusillés. Leur mémoire est honorée sur place par une stèle et un panneau explicatif.
René Baille, Jean-Louis Bastide, Armel Grimaud, Robert Heraud, Louis Labadie, Montagard Désiré, Montagard Maurice et Albert Plateaux, otages de la compagnie Brandebourg à Cavaillon, sont amenés tout près de la chapelle où ils sont fusillés par les légionnaires de la sinistre compagnie.
Les huit Cavaillonnais avaient été arrêtés en représailles d'actes de sabotage et de coups de main dans la Résistance. Bien avant leur exécution, ils subirent d'atroces tortures à l'hôtel Splendid de Cavaillon, siège de la compagnie Brandebourg.
Le 31 janvier 2001, un syndicat intercommunal dit « syndicat intercommunal d'aménagement de la Nesque » regroupant onze communes du bassin versant de la Nesque a été créé par arrêté préfectoral dans le but d'assurer sa protection.

### Toponymie
Ce site a été dénommé Mon Jovis à l'époque gallo-romaine, ce nom évolua jusqu'à de Montilis en 1380. Ce lieu était donc dédié à Jupiter à l'époque antique.

### Héraldique
| Blason de Monieux | Les armes peuvent se blasonner ainsi : D'argent au loup ravissant d'azur, à la bordure de gueules. |

## Politique et administration
| Période                                  | Période  | Identité     | Étiquette | Qualité                    |
| ---------------------------------------- | -------- | ------------ | --------- | -------------------------- |
| mars 2001                                | En cours | Alain Gabert | PRG-MRSL  | Ancien conseiller régional |
| Les données manquantes sont à compléter. |          |              |           |                            |

## Démographie
L'évolution du nombre d'habitants est connue à travers les recensements de la population effectués dans la commune depuis 1793. Pour les communes de moins de 10 000 habitants, une enquête de recensement portant sur toute la population est réalisée tous les cinq ans, les populations de référence des années intermédiaires étant quant à elles estimées par interpolation ou extrapolation. Pour la commune, le premier recensement exhaustif entrant dans le cadre du nouveau dispositif a été réalisé en 2008.

En 2022, la commune comptait 268 habitants, en évolution de −22,09 % par rapport à 2016 (Vaucluse : +1,73 %, France hors Mayotte : +2,11 %).
| 1793 | 1800 | 1806 | 1821 | 1831 | 1836  | 1841 | 1846 | 1851 |
| ---- | ---- | ---- | ---- | ---- | ----- | ---- | ---- | ---- |
| 882  | 786  | 798  | 932  | 988  | 1 006 | 962  | 971  | 946  |

| 1856 | 1861 | 1866 | 1872 | 1876 | 1881 | 1886 | 1891 | 1896 |
| ---- | ---- | ---- | ---- | ---- | ---- | ---- | ---- | ---- |
| 919  | 914  | 869  | 837  | 804  | 792  | 786  | 724  | 627  |

| 1901 | 1906 | 1911 | 1921 | 1926 | 1931 | 1936 | 1946 | 1954 |
| ---- | ---- | ---- | ---- | ---- | ---- | ---- | ---- | ---- |
| 577  | 556  | 495  | 391  | 317  | 281  | 259  | 234  | 211  |

| 1962 | 1968 | 1975 | 1982 | 1990 | 1999 | 2006 | 2008 | 2013 |
| ---- | ---- | ---- | ---- | ---- | ---- | ---- | ---- | ---- |
| 163  | 151  | 122  | 171  | 158  | 250  | 323  | 344  | 356  |

| 2018 | 2022 | - | - | - | - | - | - | - |
| ---- | ---- | - | - | - | - | - | - | - |
| 289  | 268  | - | - | - | - | - | - | - |

## Économie

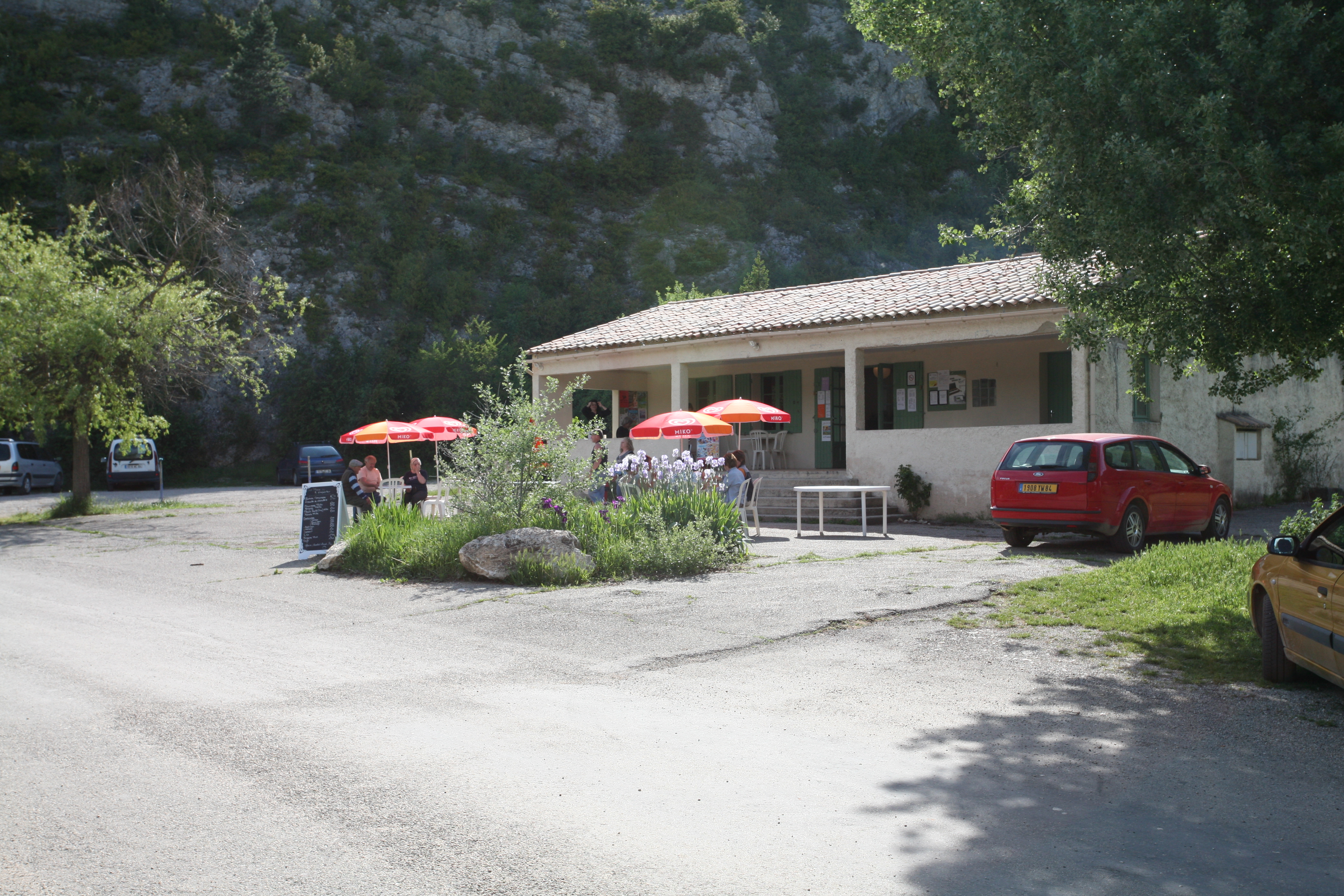
La buvette du plan d'eau.

### Tourisme
Le tourisme tient une part importante de l'économie locale. La commune bénéficie d'ailleurs des services d'un office de tourisme.
Parmi les points d'attrait touristique : village perché, gorges de la Nesque, plan d'eau. Gîtes, chambres d'hôtes et restaurant. Galeries d'Art. Musée de la Truffe du Ventoux.

### Agriculture
Elle se cantonne essentiellement dans une activité de moyenne montagne de type provençal avec une production de lavande, de lavandin, d'épeautre et des produits dérivés. L'élevage ovin et la production de miel tiennent aussi une place importante.

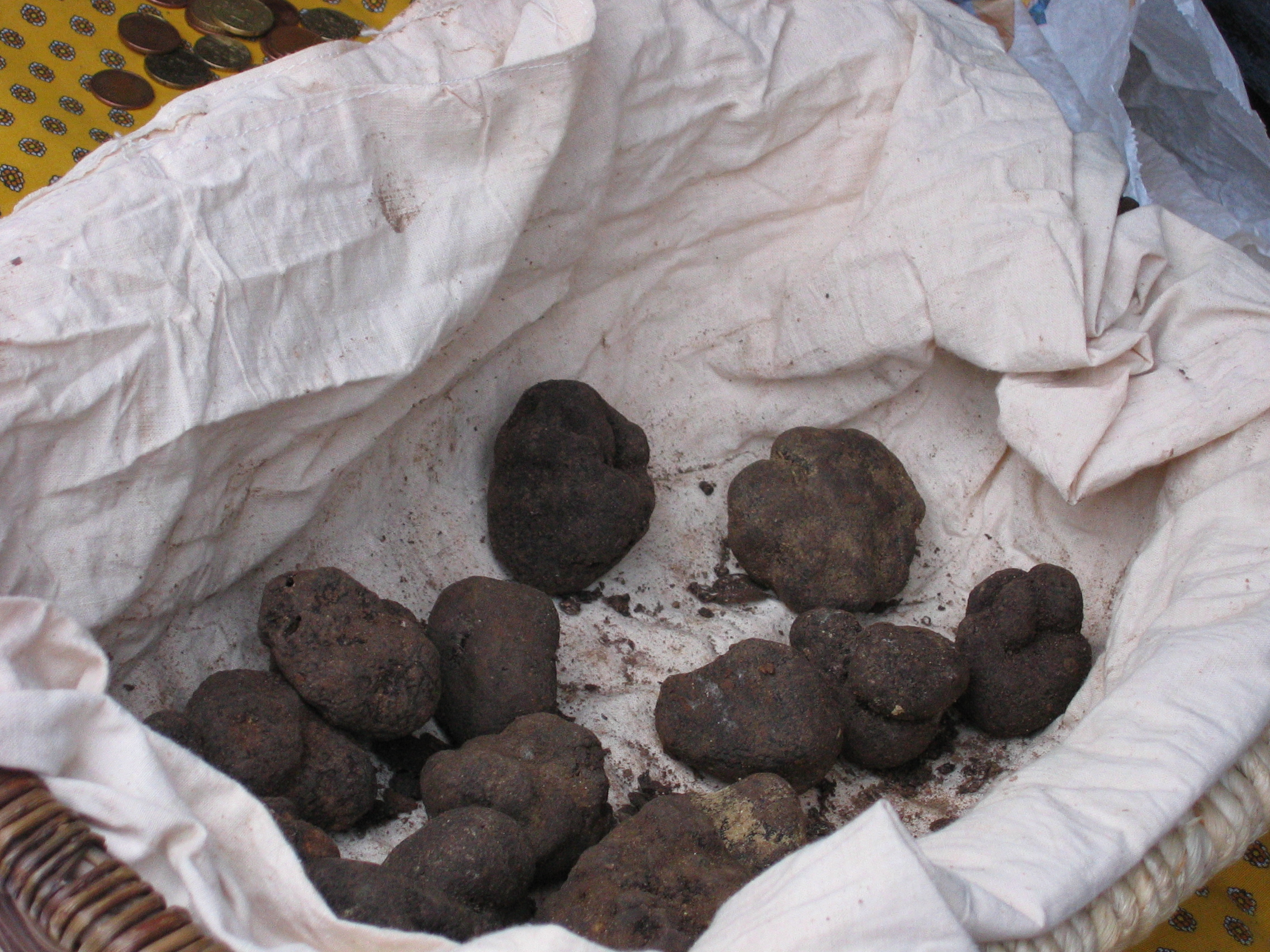
Panier de truffes du Nord-Vaucluse, dites truffes du Périgord.

Fleuron de la gastronomie française, la truffe est une spécialité provençale, puisque la région produit 80 % des truffes en France. Le Vaucluse, autour du piémont du mont Ventoux est, avec la Drôme provençale, le premier producteur de Tuber melanosporum. Son marché reste hors normes, car c'est la seule production à échapper aux inspecteurs de l'administration fiscale, aucune transaction n'étant réglée par chèque. L'approche des fêtes de fin d'année fait exploser les prix. Mais les meilleures truffes sont celles du mois de janvier, période où elles sont à pleine maturité. En saison, ce sont les marchés de Carpentras et de Richerenches, les plus importants de la région, qui fixent les cours. Les rabassiers (trufficulteurs) affirment, pour justifier les prix, que le diamant noir naît entre les pluies des deux Vierges.
La truffe se récolte jusqu'à 1 000 mètres d'altitude. Préférant les terrains calcaires, elle se développe toujours en symbiose avec le chêne blanc ou vert, le frêne et le charme. Il est affirmé que les plus fines poussent à l'ombre du tilleul. Les trufficulteurs organisent chaque année des week-ends permettant de découvrir la rabasse in-situ sur les communes de Visan, Bonnieux, Monieux, Orange et Saint-Pierre-de-Vassols.

## Vie locale

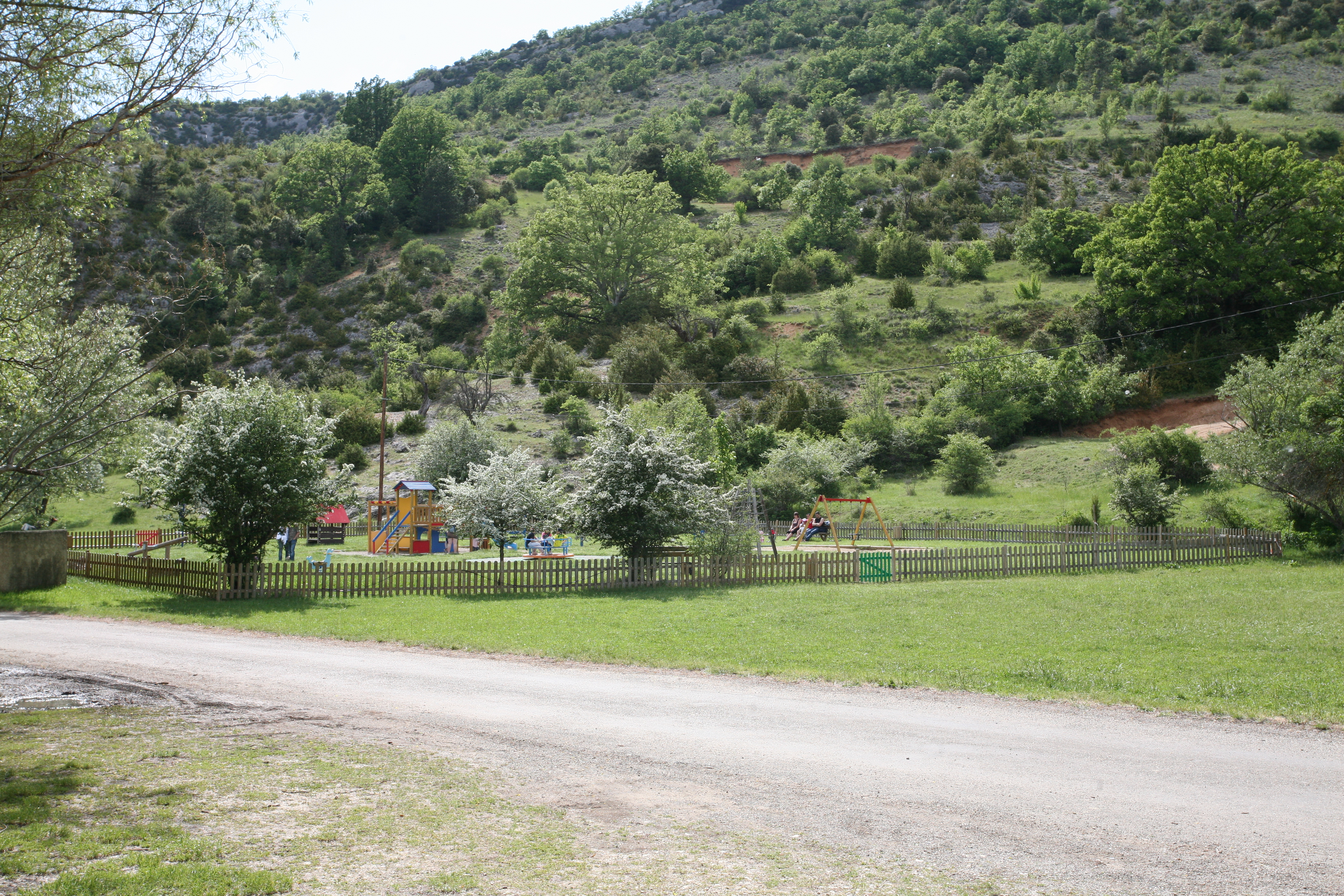
Aire de jeux enfants au niveau du plan d'eau.

### Équipement
L'école ayant dû fermer, les élèves doivent se rendre à Sault.
Il n'y a pas d'équipement public de santé, les médecins les plus proches sont à Sault et les centres hospitaliers à Apt et Carpentras.

### Fêtes
Exposition du Mur à la Toile, photographies anciennes dans les rues du village, de juin à fin septembre.
Fête du Petit Epeautre et de la Gastronomie le 1er dimanche de septembre.

### Environnement
La protection et mise en valeur de l'environnement fait partie des compétences de la communauté de communes Ventoux Sud.

## Lieux et monuments

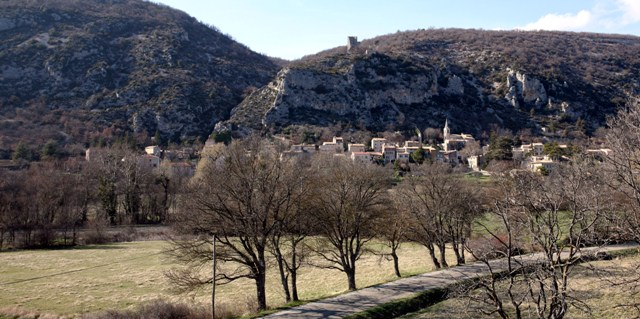
Vue de Monieux avant l'entrée dans les gorges de la Nesque.

- Vestiges d'un ancien château-tour de guet médiéval du XIIe siècle.
- Église Saint-Pierre d’origine romane. Coupole sur trompe du XIIe siècle.
- Chapelle Notre-Dame de la Consolation (XVIIe siècle), située au hameau des Abeilles et souvent appelée Notre-Dame-des-Abeilles[27].
- Chapelle Saint-Michel (XIIe siècle).
- Chapelle Saint-Roch (1632).
- Chapelle Saint-André.
- Distilleries de lavande.
- Le plan d'eau et les gorges de la Nesque.
- Musée de la Truffe du Ventoux.
- Galeries d'Art.

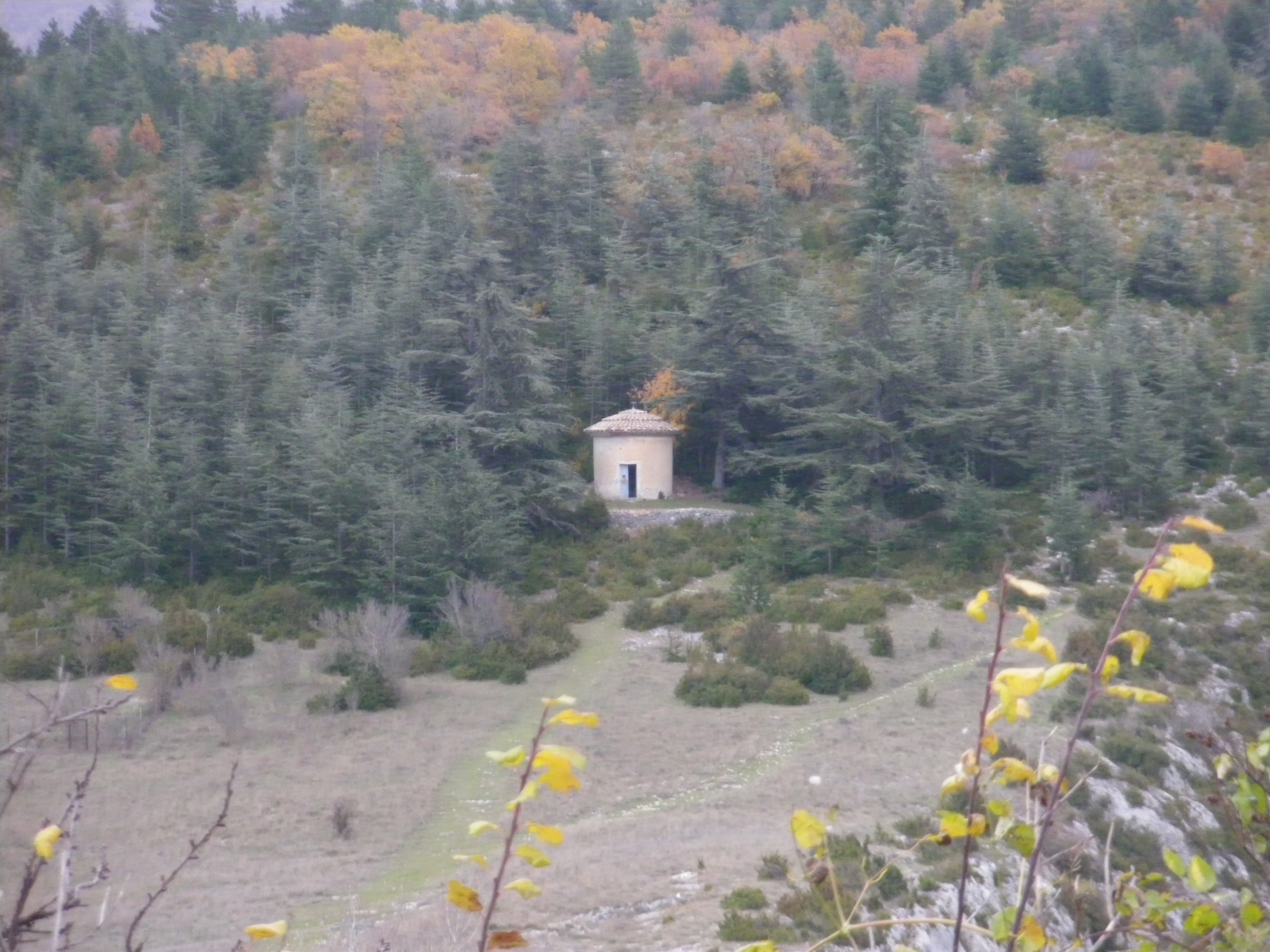
Chapelle Saint-Roch.
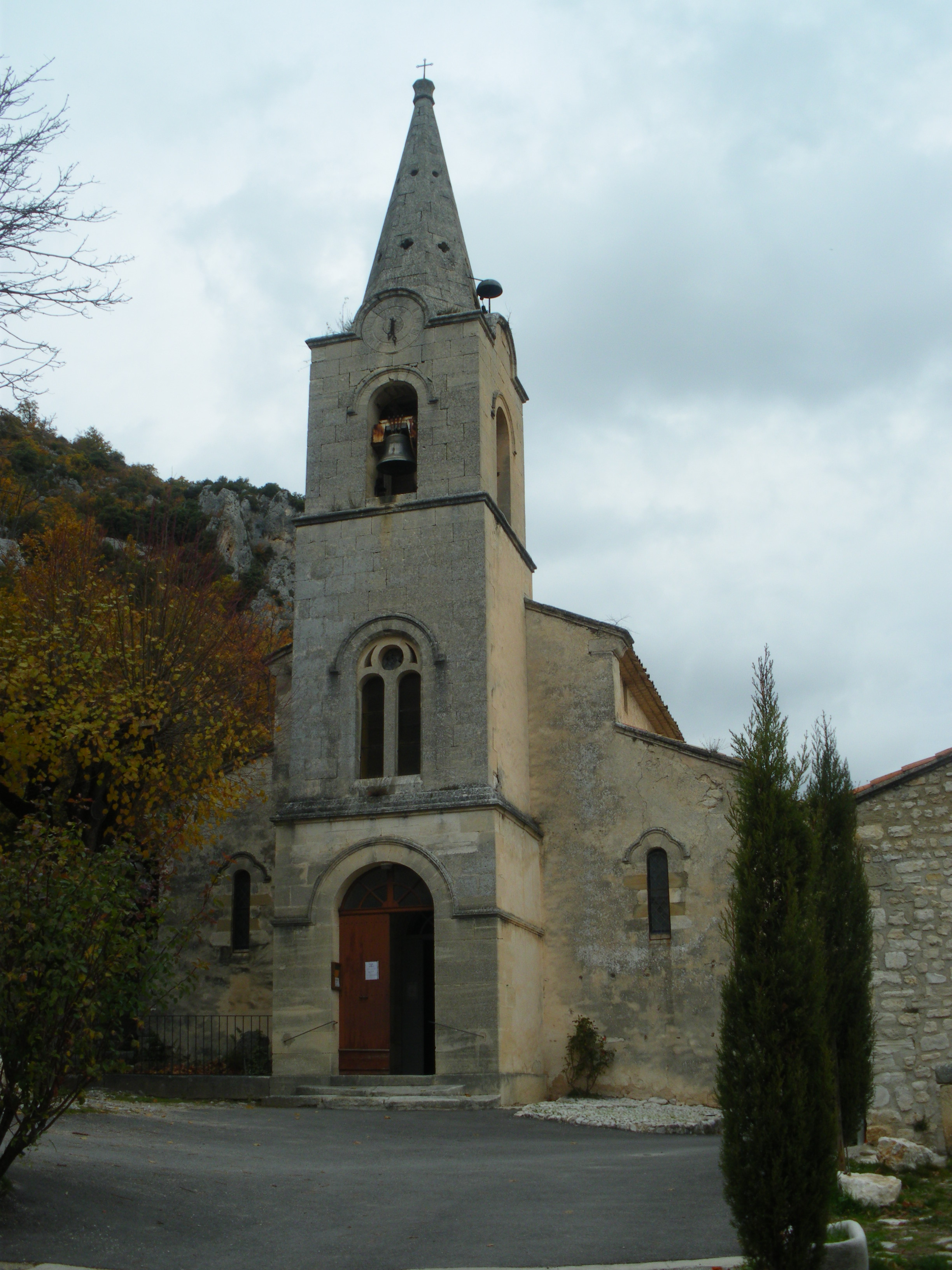
Église.
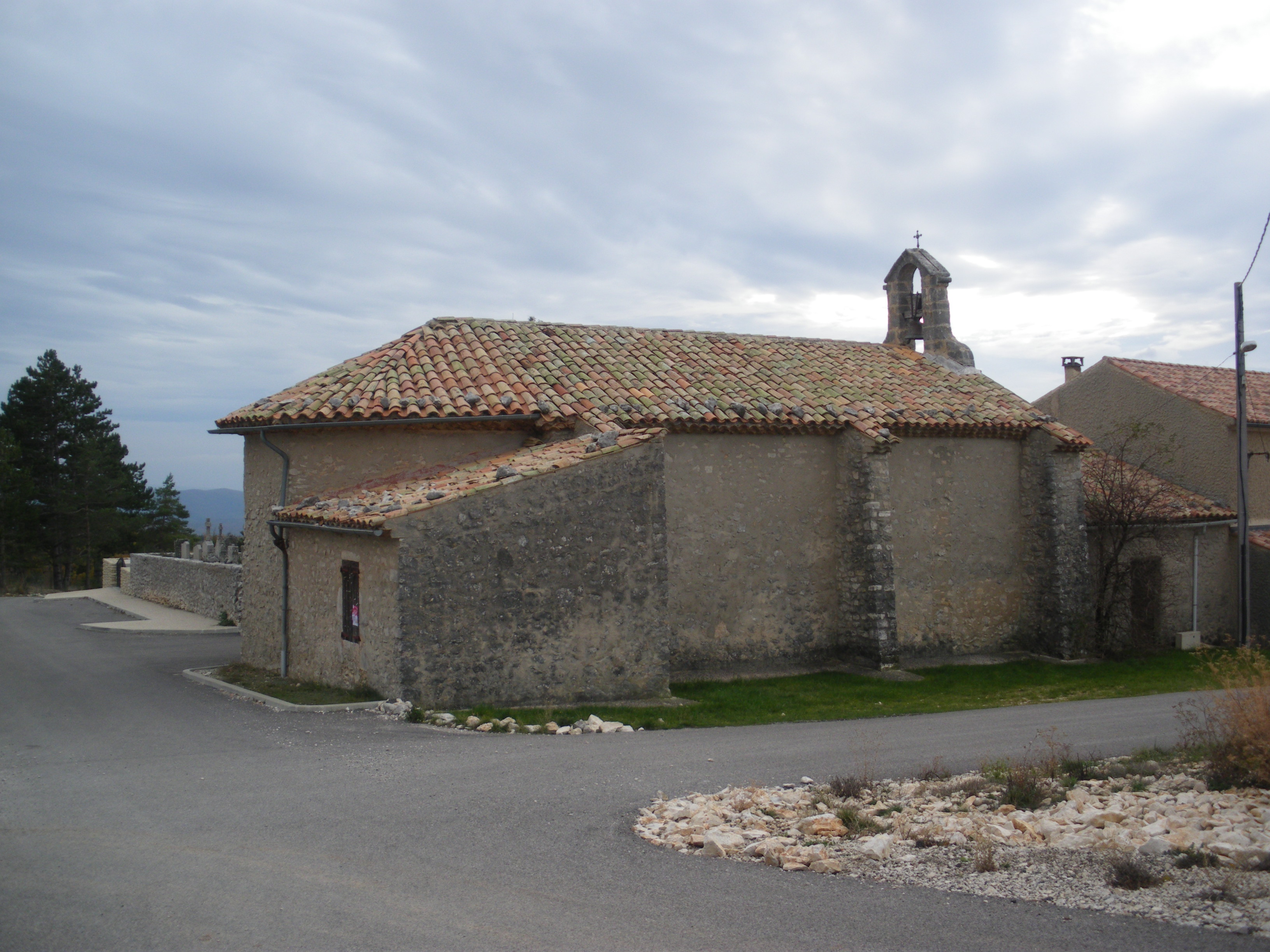
Chapelle Notre-Dame de Consolation.

## Personnalités liées à la commune
- Joseph Elzéar Dominique Bernardi (1751-1824), membre de l'Académie des inscriptions et belles-lettres, militaire, jurisconsulte, écrivain et député de Vaucluse[28].
- Amédée de Bernardi, député de Vaucluse, né en 1788 à Monieux, fils du précédent.
- Édouard-Joseph Bernardi de Valernes fut reçu le 19 juillet 1782 conseiller au Parlement de Provence, est un juriste et un compositeur français. Il est parent de l'homme politique Joseph Elzéar Dominique Bernardi.
- Évariste Bernardi de Valernes né le 24 juin 1816 à Avignon et mort le 5 mars 1896 à Carpentras est un peintre français ami de Degas.
- Jean-Loup Horwitz, acteur, dramaturge, metteur en scène, doublage de nombreux films et dessins animés.
- Stefan Hertmans, écrivain belge néerlandophone.
- Isabelle-Loyse Gremaud, comédienne et metteur-en-scène suisse.
- Loïc Guénin, musicien compositeur français.